# انفجار ديب واتر هورايزن
كان انفجار منصة حفر ديب واتر هورايزن في 20 أبريل 2010 وما تلاه من حريق في منصة الحفر البحرية المتنقلة شبه الغاطسة ديب واتر هورايزن، المملوكة والمشغلة بواسطة ترانس أوشن والتي تنقب لصالح شركة بي بّي في حقل نفط ماكوندو بروسبكت على بعد نحو 40 ميلًا (64 كم) جنوب شرق ساحل لويزيانا. أدى الانفجار والحريق اللاحق إلى غرق ديب ووتر هورايزون ومقتل 11 عاملًا. وإصابة 17 آخرون. أدى الانطلاق الفجائي الذي تسبب في الانفجار إلى حريق في بئر نفط وتسرب نفطي ضخم في البحر في خليج المكسيك أيضًا، الذي يعد أكبر تسرب نفطي بحري عرضي في العالم، وأكبر كارثة بيئية في تاريخ الولايات المتحدة. 

## خلفية

### مشاكل وتحذيرات ما قبل الانفجار
أصدر حرس السواحل الأمريكي استشهادات تلوث لديب واتر هورايزن 18 مرة بين عامي 2000 و2010، وحقق في 16 حريقًا وحوادث أخرى. اعتبرت هذه الحوادث نموذجية لمنصة خليجية ولم ترتبط بانفجار وتسرب أبريل 2010. تعرضت ديب ووتر هورايزون لحوادث خطيرة أخرى، بما فيها حادث عام 2008 الذي أجلي فيه 77 شخصًا من المنصة عندما مالت وبدأت في الغرق بعد إزالة جزء من أنبوب من نظام صابورة المنصة بشكل غير صحيح.
فحص المكتب الأمريكي للشحن مانع الانفجار الفاشل للحفارة آخر مرة في عام 2005.
تظهر وثائق بي بّي الداخلية أن مهندسي بي بّي كانوا قلقين في وقت مبكر من عام 2009 من أن الغلاف المعدني الذي أرادت بي بّي استخدامه قد ينهار تحت ضغط مرتفع. ووفقًا لعدد من عمال التنقيب، كان مفهومًا أنه يمكن فصل العمال لإثارتهم مخاوف تتعلق بالسلامة قد تؤخر الحفر.
في مارس 2010، واجهت الحفارة مشاكل شملت سقوط طين الحفر في تكوين النفط تحت سطح البحر، وانطلاقات مفاجئة للغاز، وسقوط أنبوب في البئر، وتسرب سائل ثلاث مرات على الأقل من مانع الانفجار. صرح ميكانيكي الحفارة أن البئر كان يعاني من مشاكل منذ شهور، وأن الحفارة ركلت بشكل متكرر بسبب المقاومة الناتجة عن ارتفاع ضغط الغاز. في 10 مارس، أرسل أحد المسؤولين التنفيذيين في شركة بي بّي رسالة إلكترونية إلى خدمة إدارة المعادن حول وجود أنبوب عالق وحالة التحكم في البئر في موقع الحفر، وذكر أن شركة بريتيش بتروليوم ستضطر إلى سد البئر. أفاد استطلاع سري أجرته ترانس أوشن قبل أسابيع من الانفجار أن العمال كانوا قلقين بشأن ممارسات السلامة ويخشون الرد إذا أبلغوا عن أخطاء أو مشاكل أخرى. أثار الاستطلاع مخاوف «بشأن موثوقية المعدات الضعيفة، والتي اعتقدوا أنها كانت نتيجة لأسبقية أولويات الحفر على الصيانة». ووجد الاستطلاع أن «العديد من العمال أدخلوا بيانات وهمية لمحاولة التحايل على النظام. ونتيجةً لذلك، تشوه تصور الشركة عن سلامة منصة الحفر».
تضرر مانع الانفجار في حادث سابق لم يبلغ عنه في أواخر مارس. ووفقًا لترانس أوشن، كان العمال يؤدون إجراءات روتينية عادية ولم تكن لديهم مؤشرات على أي مشاكل قبل الانفجار.
بحلول 20 أبريل، كانت العملية (الانفجار) قد تأخرت خمسة أسابيع.
حذرت مسودة أبريل لمذكرة بي بّي أنه من غير المرجح أن تنجح عملية تدعيم الغلاف. وقالت شركة هاليبرتون إنها انتهت من لصق الأسمنت قبل 20 ساعة من الانفجار، لكنها لم تعد سدادة الأسمنت النهائية. استخدم الأسمنت الرغوي النيتروجيني الذي يصعب التعامل معه أكثر من الأسمنت العادي.
كان نائب رئيس شركة بريتيش بتروليوم للتنقيب، باتريك أوبرايان، على المنصة قبل ساعتين من الانفجار للاحتفال بمرور سبع سنوات دون وقوع «حادث مضيع للوقت» مع طاقم الحفارة. وجه مسؤول في شركة بريتيش بتروليوم على متن الحفارة الطاقم لاستبدال طين الحفر بمياه بحر أخف رغم احتجاج رئيس الحفارة على المنصة.
أشارت النتائج الأولية من التحقيق الداخلي لشركة بريتيش بتروليوم إلى علامات تحذير خطيرة عديدة في الساعات التي سبقت الانفجار. أشارت قراءات المعدات إلى تدفق الغاز إلى البئر، ما قد يشير إلى حدوث انفجار وشيك. ضغط طين الحفر الثقيل في الأنابيب في البداية على الغاز. أشار بيان لجنة الطاقة والتجارة في مجلس النواب في يونيو 2010 إلى أنه يبدو أن شركة بريتيش بتروليوم اختارت إجراءات أكثر خطورة لتوفير الوقت أو المال، أحيانًا ضد نصيحة موظفيها أو المقاولين، في عدد من الحالات التي أدت إلى الانفجار.

## الانطلاق الفجائي
ورد أن الحريق على متن ديب ووتر هورايزون بدأ في الساعة 9:56 مساءً حسب توقيت المنطقة الزمنية الوسطى في 20 أبريل.
ذكر موظفو ترانس أوشن على السفينة أن الأضواء الكهربائية ومضت، تلاها اهتزازان قويان. ذكر جيم إنغرام أنه «عند] الارتطام[ الثاني، علمنا أن هناك خطأ ما.» بعد الانفجار، ذكر أدريان روز أن الضغط غير الطبيعي قد تراكم داخل الأنبوب القائم البحري وأنه «تمدد بسرعة واشتعل». وفقًا للتحقيق الداخلي لشركة بريتيش بتروليوم، تسربت فقاعة من غاز الميثان من البئر ورفعت عمود الحفر، وتمددت بسرعة فاندفعت عبر العديد من السدادات والحواجز قبل الانفجار. قال روز إن الحدث كان في الأساس انطلاقًا فجائيًا. وصف الناجون الحادث بأنه انفجار مفاجئ أتاح لهم أقل من خمس دقائق للهروب بعد انطلاق جرس الإنذار.
أعقب الانفجار حريق اجتاح المنصة. بعد احتراق دام لأكثر من يوم، غرقت ديب ووتر هورايزون في 22 أبريل. وذكر خفر السواحل في 22 أبريل أنهم تلقوا نبأ الغرق نحو الساعة 10:21 صباحًا.
في 8 سبتمبر، نشرت شركة بريتيش بتروليوم تقريرًا يشير إلى أن مصدر الإشعال هو الغاز المنطلق الداخل إلى مآخذ هواء مولدات الديزل، والذي اجتاح منطقة السطح حيث انبعثت من مخارج العادم الرئيسية للمولدات غازات عادم ساخنة.

## اكتشاف التسرب النفطي

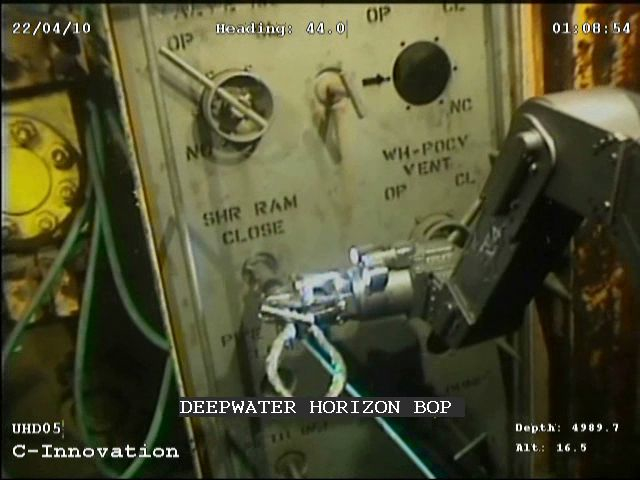
مركبة تعمل تحت الماء عن بعد تحاول تشغيل مانع انفجار ديب ووتر هورايزون.

في صباح يوم 22 أبريل، صرحت ضابط حرس السواحل آشلي باتلر أن «النفط كان يتسرب من الحفارة بمعدل 8,000 برميل تقريبًا (340,000 غالون أمريكي؛ 1,300,000 لتر) من النفط الخام يوميًا». بعد ظهر ذلك اليوم، استخدم كبير ضباط خفر السواحل مايكل أوبيري الرقم نفسه. أرسلت مركبتان تعملان تحت الماء عن بعد (آر أو فّي) لمحاولة سد البئر لكنهما لم تنجحا. حذرت باتلر من تسرب ما يصل إلى 700,000 غالون أمريكي (17,000 برميل) من وقود الديزل، ووصف نائب رئيس شركة بريتيش بتروليوم ديفيد ريني الحادث بأنه «تسرب كبير» محتمل. في 23 أبريل، ورد أن مركبة آر أو فّي لم تجد أي تسرب للنفط من الحفارة الغارقة ولا نفط يتدفق من البئر. أعربت اللواء البحري في حرس السواحل ماري لاندري عن تفاؤل حذر بعدم وجود تأثير بيئي، مشيرةً إلى عدم وجود نفط ينبعث من رأس البئر أو الأنابيب المكسورة وأنه جرى احتواء النفط المتسرب من الانفجار والغرق. في 24 أبريل، أعلن لاندري أن رأس البئر المتضرر كان يسرب النفط بالفعل إلى الخليج ووصفه بأنه «تسرب خطير للغاية».